# Saulius Sondeckis

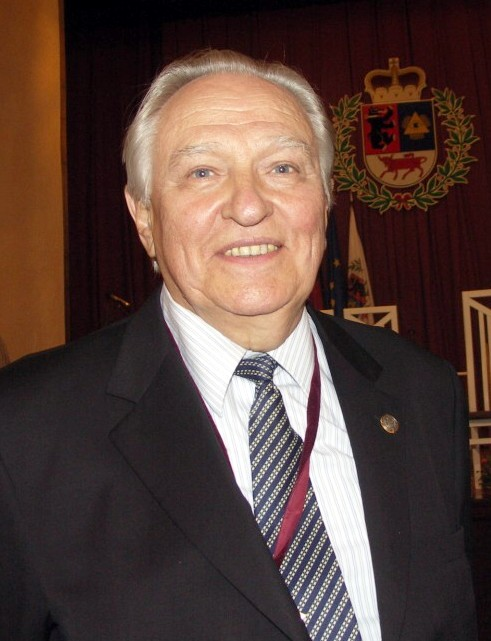
Saulius Sondeckis (2006)

Saulius Sondeckis (* 11. Oktober 1928 in Šiauliai; † 3. Februar 2016) war ein litauischer Dirigent und Professor.

## Familie
Sein Vater war Jackus Sondeckis (1893–1989), Bürgermeister von Šiauliai. Seine Mutter Rozalija Sondeckienė (1897–1952) lehrte am Jungengymnasium Šiauliai.
Saulius Sondeckis war zweimal verheiratet. 1963 wurde er geschieden und hatte den Sohn Saulius Sondeckis junior (* 1954). Er ist ehemaliger Direktor des Fernsehsenders LRT televizija Unternehmer in der litauischen Hauptstadt Vilnius.
1967 wurde Saulius Sondeckis mit Cellistin und Professorin Silvija Sondeckienė (1942–2023) verheiratet. Beide Söhne sind Musiker und leben im Ausland. Vytautas Sondeckis (* 1972) ist stellvertretender Solo-Cellist beim NDR Sinfonieorchester. Paulius Sondeckis ist Geiger und lebt in Österreich.

## Ausbildung
Von 1935 bis 1944 lernte Sondeckis am Julius-Janonis-Gymnasium Šiauliai, von 1946 bis 1947 an der Mittelschule in Vilnius. Von 1947 bis 1952 absolvierte er ein Diplomstudium an der Litauischen Musik- und Theaterakademie bei dem Geiger Aleksandras Livontas. Von 1952 bis 1959 lehrte Sondeckis am Juozas-Tallat-Kelpša-Konservatorium Vilnius, ab 1955 an der Nationalen Mikalojus-Konstantinas-Čiurlionis-Kunstschule und ab 1957 am LSSR-Konservatorium. Von 1957 bis 1960 absolvierte er im Fernstudium die Aspirantur am Konservatorium in Moskau.

## Musik
1960 gründete Sondeckis das Litauische Kammerorchester in Vilnius und leitete es bis 2004. Ab 1977 lehrte er als Professor am Litauischen Konservatorium und von 1959 bis 1987 leitete er den Lehrstuhl für Streichinstrumente des Konservatoriums in Vilnius. Ab 1989 leitete Sondeckis das Orchester Camerata Sankt Petersburg und ab 2005 das Kammerorchester Kremerata Baltica. Ab 2004 war er Gastdirigent des Kammerorchesters Moskauer Virtuosen.
Sondeckis war Mitglied der Herbert-von-Karajan-Stiftung und Jury-Mitglied zahlreicher Musikwettbewerbe in Litauen sowie im Ausland (Salzburg, Moskau und Parma). Er war Dirigent beim Schleswig-Holstein Musik Festival.

## Ehrungen
2010 wurde das Konservatorium Šiauliai umbenannt und erhielt seinen Namen.

## Anderes
Ab 2004 war Sondeckis Mitglied der Partei Lietuvos socialdemokratų partija.
Sein Grab befindet sich im Friedhof Antakalnis, Vilnius.

## Preise
- 1971: Staatspreis von Sowjetlitauen
- 1987: Staatspreis der Sowjetunion
- 1998: Preis der Regierung Litauens
- 1999: Litauischer Nationaler Kultur- und Kunstpreis

## Ehrungen
- 1974: Volksartist von Sowjetlitauen
- 1980: Volksartist von UdSSR
- 1999: Ehrendoktor der Šiaulių universitetas
- 2000: Ehrenbürger der Stadtgemeinde Šiauliai
- 2003: Ehrendoktor der Lietuvos muzikos akademija
- 2004: Ehrenbürger der Rajongemeinde Mažeikiai
- 2004: Ehrenprofessor der Musikakademie Sankt Petersburg
- Ehrenmitglied von Lietuvos muzikų sąjunga

## Auszeichnungen
- 1994: Gediminas-Orden, 5. Stufe
- 1997: Gediminas-Orden, 1. Stufe
- 2003: Österreichisches Ehrenkreuz für Wissenschaft und Kunst I. Klasse[9]
- 2009: Ehrenorden von Russland